# Otto Grotefend
Karl Otto Grotefend (* 7. August 1873 in Breslau; † 21. Dezember 1945 in Hannover) war ein deutscher Archivar.

## Berufliche Laufbahn
Während seines Studiums wurde Grotefend 1893 Mitglied der Alten Breslauer Burschenschaft der Raczeks. Nach dem Studium der Geschichte in Breslau und Marburg trat er 1899 in den Archivdienst ein. Seine erste Arbeitsstelle war das zum preußischen Staatsarchiv Marburg gehörende Waldecker Archiv. Von dort wechselte er 1901 an das Staatsarchiv Münster, im Jahr darauf an das Staatsarchiv Danzig und 1903 schließlich wieder nach Marburg. Im Oktober 1908 begann er seine Tätigkeit als Archivassistent (Eingangsamt für wissenschaftliche Archivare) am Staatsarchiv Stettin. Dort löste er 1923 Hermann Hoogeweg als Direktor ab. 1930 ging Grotefend zum Staatsarchiv Hannover, wo er bis 1942, zuletzt als kommissarischer Direktor, tätig war.

## Wissenschaftliche Tätigkeit
Grotefend wurde 1901 an der Universität Marburg mit einer Arbeit zur mecklenburgischen Landesgeschichte zum Dr. phil. promoviert. Seit der Gründung der Historischen Kommission für Pommern war er maßgeblich an deren erstem Großprojekt, der Inventarisation der nichtstaatlichen Archive, beteiligt, wofür er 1910 mit der Bereisung und Inventarisierung des Kreises Greifswald den Grundstein legte. Daneben beschäftigte er sich auch mit Editionsarbeiten, u. a. der Regesten der Landgrafen von Hessen und den Urkundenbüchern der Geschlechter von der Osten und von Saldern. Als Direktor des Stettiner Archivs war er zugleich Vorstandsmitglied der Historischen Kommission für Pommern.

## Familie
Otto Grotefend war der älteste Sohn des Archivars und Historikers Hermann Grotefend. Sein Sohn Ulrich Grotefend (1907–1945) studierte Geschichte sowie Germanistik und war ebenfalls als Archivar tätig.

## Schriften (Auswahl)
- Meklenburg unter Wallenstein und die Wiedereroberung des Landes durch die Herzöge. Schwerin 1901 (online).
- Bericht über die Verzeichnung der kleineren nichtstaatlichen Archive des Kreises Saatzig in Pommern. Stettin 1913, OCLC 185477593 (online).
- Geschichte des Geschlechts v. d. Osten. Urkundenbuch. Band 1, 1200–1400. Stettin 1914, (online).
- Geschichte des Geschlechts v. d. Osten. Urkundenbuch. Band 2. Halband 1, 1401–1500. Stettin 1923, (online).
- Bericht über die Verzeichnung der kleineren nichtstaatlichen Archive des Kreises Pyritz in Pommern. Stettin 1924, OCLC 46290126 (online).
- Regesten der Landgrafen von Hessen. Band 1. 1247–1328. Marburg 1929 (online).
- Urkunden der Familie von Saldern. 1. Band. 1102–1366. Hildesheim 1932, OCLC 22754135 (online).
- Urkunden der Familie von Saldern. 2. Band. 1366–1500. Hildesheim 1938, OCLC 22754135 (online).
- Die Sippe Grotefend in 5 Jahrhunderten. Hannover 1940, OCLC 643121939.
  - Siegfried Grotefend: Ergänzungen zu dem Buche: Die Sippe Grotefend in 5 Jahrhunderten. Celle 1960.